# Svarttjärnen (Hammerdals socken, Jämtland, 706571-148670)
Svarttjärnen är en sjö i Strömsunds kommun i Jämtland och ingår i Ångermanälvens huvudavrinningsområde. Sjön har en area på 0,0762 kvadratkilometer och ligger 336,1 meter över havet.

## Delavrinningsområde
Svarttjärnen ingår i det delavrinningsområde (706635-148968) som SMHI kallar för Inloppet i Låsjön. Medelhöjden är 317 meter över havet och ytan är 18,98 kvadratkilometer. Räknas de 20 avrinningsområdena uppströms in blir den ackumulerade arean 198,03 kvadratkilometer. Vikan (Vallån) som avvattnar avrinningsområdet har biflödesordning 3, vilket innebär att vattnet flödar genom totalt 3 vattendrag innan det når havet efter 201 kilometer. Avrinningsområdet består mestadels av skog (73 procent) och sankmarker (17 procent). Avrinningsområdet har 0,07 kvadratkilometer vattenytor vilket ger det en sjöprocent på 0,4 procent.